# Guillermo de Colonia

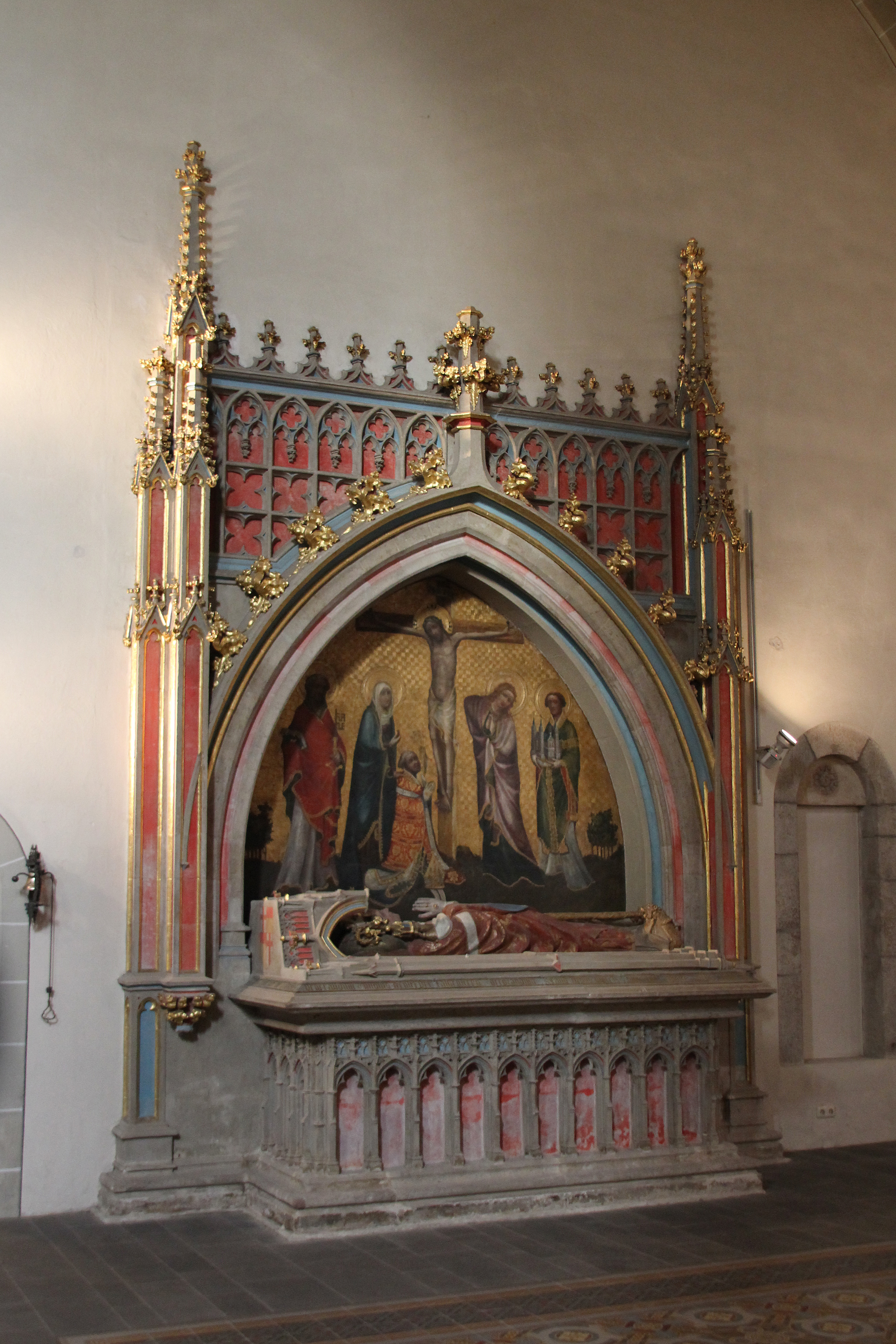
Tumba de Cunon II de Falkenstein, atribuido.

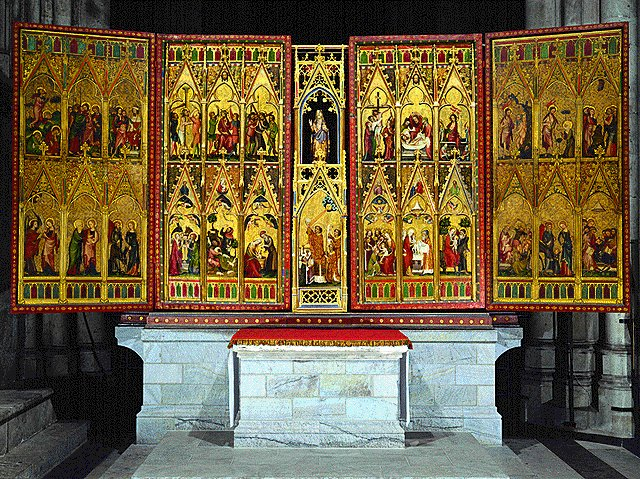
Retablo de las clarisas, atribuido.

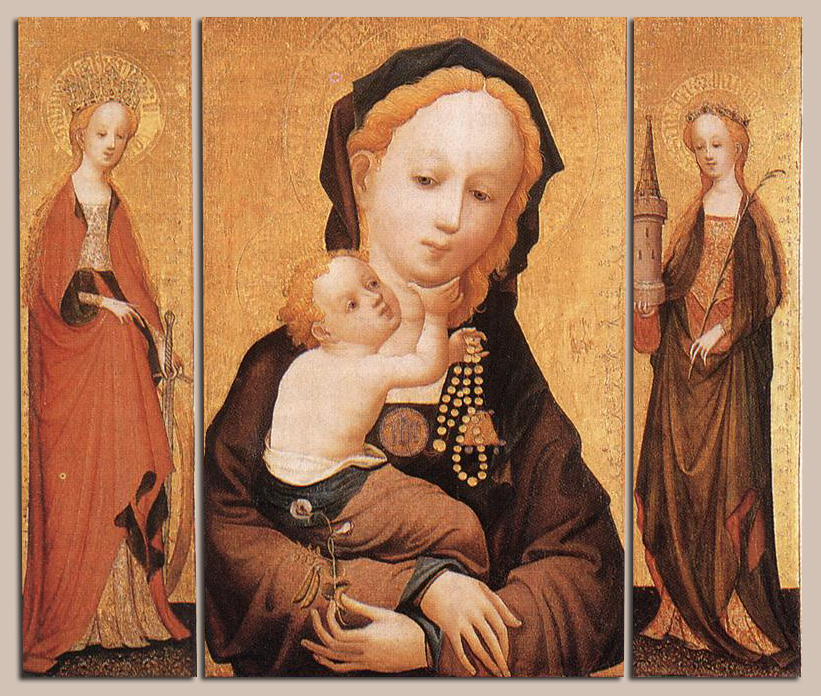
Tríptico de La Virgen de la flor del algarrobo. En los paneles laterales, Santa Catalina (izquierda) y Santa Bárbara (derecha). Se atribuye al Maestro de Santa Verónica, aunque anteriormente se había atribuido a Guillermo de Colonia.

Guillermo de Colonia, Wilhelm von Köln o von Herle, también llamado Meister Wilhelm o Magister Wilhelmus ("Maestro Guillermo" en alemán o latín) fue un pintor activo en Colonia entre 1358 y 1372; uno de los principales de la llamada Escuela de Colonia, aunque no haya en realidad ninguna obra que pueda serle atribuida con toda certeza. En el Walhalla de Donaustauf se le dedica una placa conmemorativa.

## Identidad
Pudo ser originario de Heerlen  (Herle), ciudad de Limbourg, en la actual Bélgica, que por entonces formaba parte del Estado Borgoñón. Está documentado en la ciudad de Colonia por varias actas notariales. De este modo se sabe que se instaló en 1358 en la Schildergasse, el barrio de los pintores, con su mujer Jutta. Se le admitió en la cofradía del vino en 1368. Se registró en el libro de los gastos de la administración de Colonia, la Mittwochsrentkammer, en 1370 por una ilustración realizada en el Eidbuch, el libro de los juramentos. Ese mismo año, y los dos siguientes, adquirió un conjunto de rentas, la última en 1372, lo que muestra su creciente prosperidad. No se conoce su fecha de defunción, pero ya estaba muerto en 1378, como se desprende de la sentencia de un tribunal relativa a su herencia.
Un tal Wilhelm (Meister Wilhelm, Magister Wilhelmus) se menciona en la Crónica de Limbourg de Tilemann Elhen von Wolfhagen, en la entrada del año 1380, como «el mejor pintor de toda Alemania» (Jtem in diser Zit was ein meler zu Collen, der hiß Wilhelm. Der was der beste meler in [allen] Duschen landen, als he wart geachtet von den meistern, want he malte einen iglichen menschen von aller gestalt, als hette er gelebet). Su identificación con el Wilhelm de Herle (que ya estaba muerto en ese año) no es imposible, dado que el cronista de Limburgo se caracteriza por su imprecisión con las fechas.
Entre las obras que se le atribuyen, todas de forma conjetural y sin certeza, están diversos fragmentos de frescos murales para la sala de reunión del Ayuntamiento de Colonia, conservadas en el Wallraf-Richartz Museum.  
Uno de sus compañeros, Hermann Wynrich von Wesel, se casó con su viuda, como era costumbre. Este sucesor, que bien podría ser su discípulo, tampoco es conocido por ninguna de sus obras. Se sabe que era aisé, y que en cinco ocasiones fue nombrado miembro del consejo de la guilda. Otros pintores de este periodo conocidos por su nombre son Hermann de Colonia (quien, en 1403, recibió pagos de Felipe el Atrevido para realizar distintos trabajos, entre los que se citan pinturas murales, en la Cartuja de Dijon) y Hans von Memmingen, del que no se conoce ninguna obra.

## Características
El nombre Wilhelm von Köln podría ser más bien una etiqueta colectiva para encuadrar las obras de los autores de la también colectiva denominación "escuela de Colonia" (o sencillamente kölnisch -"los de Colonia"-), principalmente una serie de retablos de la segunda mitad del siglo XIV cuyas características principales son una piedad ferviente y una gracia delicada, sobre todo en la representación de figuras femeninas que, en sus formas y actitudes, siguen las convenciones del Gótico internacional. Se hallan en iglesias y museos de Colonia, Múnich, Núremberg, Frankfurt del Main o Berlín.
Entre esas obras del entorno renano estarían la tabla sobre el sepulcro del arzobispo Cunon II de Falkenstein o Kuno von Falkenstein (muerto en 1388) en la basílica de San Castor de Coblenza, el retablo de las clarisas de la catedral de Colonia y el de la Virgen de la flor del algarrobo (Vierge à la fleur de vesce) actualmente en el Wallraf-Richartz Museum.
Los comentarios de los historiadores del arte sobre la importancia de Wilhelm von Köln eran, hasta finales del siglo XIX, muy variados. En 1850, Johann Jakob Merlo identificó al pintoe anónimo de las tablas mayores del gótico tardío con el Meister Wilhelm. La hipótesis de Merlo fue generalmente aceptada hasta que en 1895 Eduard Firmenich-Richartz demostró que las tablas atribuidas a ese Meister Wilhelm habían sido pintadas de hecho medio siglo más tarde. En su lugar propuso identificar al Meister Wilhelm con su discípulo y sucesor Hermann Wynrich von Wesel o con Hermann de Colonia. Brigitte Corlay lo identificó con Gerhard von Soyst, pero su hipótesis no estaba documentada. Muchas obras que se le atribuían posteriormente fueron asignadas al Maestro de la Verónica; otras a Hermann Wynrich von Wesel (así lo hizo Eduard Firmenich-Richartz). Por otro lado, otros historiadores como Carl Aldenhoven y Ludwig Scheibler le reservaron un lugar más importante y le atribuyeron nuevas obras.
Stephan Kemperdick sugirió que el Maestro de la Verónica podría ser en realidad Meister Wilhelm. En apoyo de su tesis aporta una mención en un texto de la cartuja de Santa Bárbara de Colonia a propósito de un generoso donante, un monje llamado Symon de Werd, muerto en enero de  1416, y autoriza que en su celda se conserva un tríptico descrito con precisión excepcional, que puede identificarse como la Vierge à la fleur de vesce de Múnich. Otro documento de la misma cartuja dice que un tal Magister Wilhelmus murió en septiembre de 1435 y fue enterrado en la «parva Galilea» ("el pequeño claustro" del monasterio).